# Mascota del aula

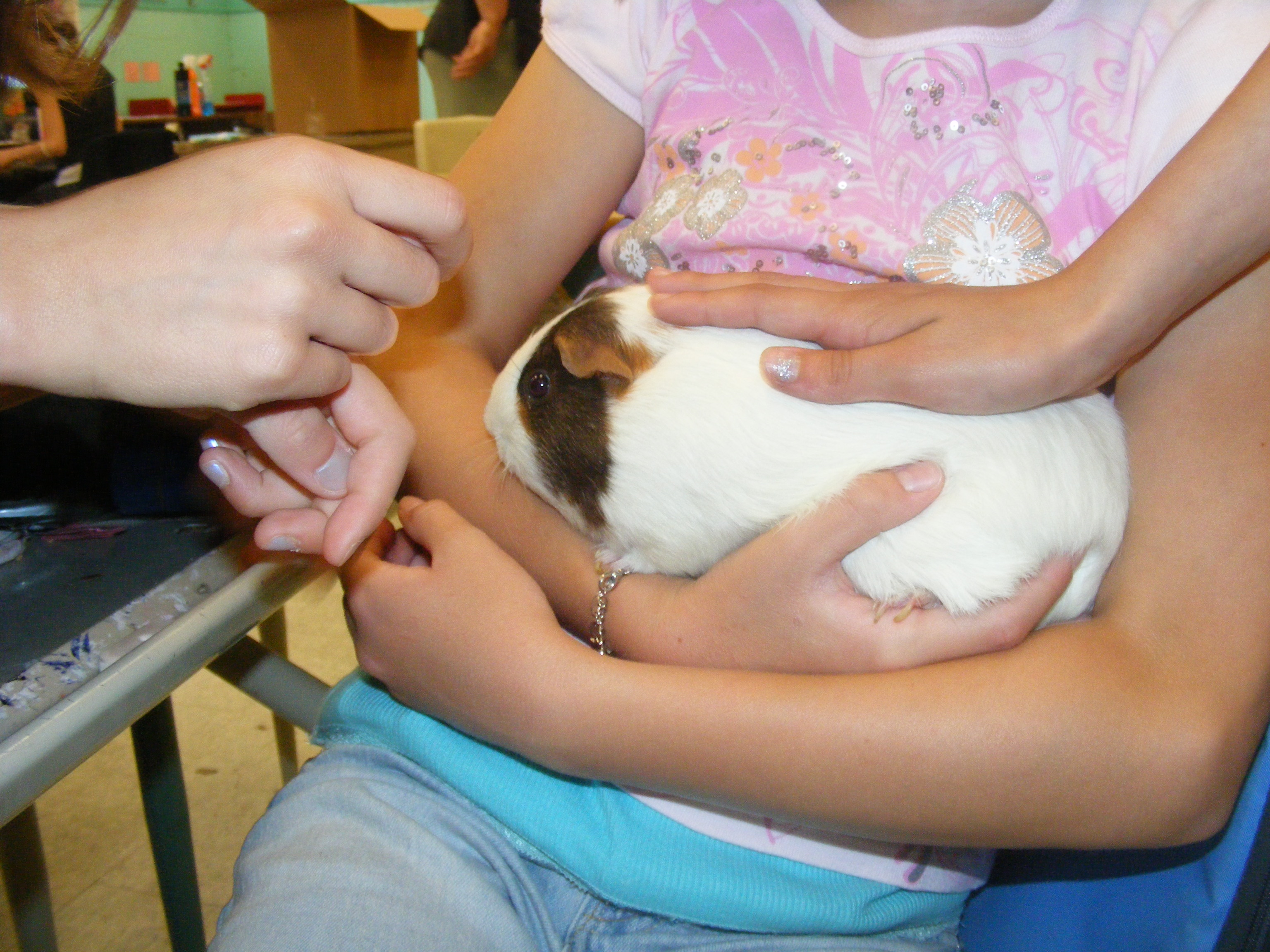
Conejillo de indias en un aula

Las mascotas del aula son animales que están presentes en un aula educativa como mascota. La investigación y la literatura durante la última década han demostrado que las principales razones para tener mascotas en el aula es captar la atención de los estudiantes, mejorar las relaciones, brindar la oportunidad de realizar actividades creativas, ser un recurso para la educación humana y actuar como un motivador para los estudiantes.

## Impacto educativo
En 1987, el Instituto Nacional de Salud de los Estados Unidos informó evidencia sobre los beneficios para la salud de las mascotas y estudios adicionales han demostrado efectos positivos de las relaciones de los niños con las mascotas. Por lo tanto, se ha asumido que los estudiantes obtendrían beneficios similares con las mascotas del salón de clases.

### Desarrollo socioemocional
Las mascotas del salón de clases pueden apoyar el desarrollo socioemocional de los niños pequeños. Las mascotas en el aula ayudan a construir relaciones positivas a través de discusiones sobre las mascotas en el aula, por ejemplo, cómo nombrarlas y cómo cuidarlas, y luego de como trabajar juntos para hacerlo. Esto también ayuda a desarrollar amistades dentro del aula. Se ha encontrado que los estudiantes desarrollan un sentido de preocupación por los demás además de ellos mismos al atender las necesidades de los animales en el aula. También se ha visto que las discusiones sobre el comportamiento de los animales en el aula, lo que significan y lo que los estudiantes pueden hacer al respecto pueden ayudar a los estudiantes a ser empáticos con los demás. Los maestros han afirmado que las mascotas del salón de clases también les enseñan a los niños el valor de los hábitos y las reglas. Un estudio comparó a los estudiantes en un aula con mascotas en clase con uno sin ellas durante ocho semanas. El estudio encontró que tanto los padres como los maestros informaron que los estudiantes en la clase con los conejillos de indias tenían mayores aumentos en las habilidades sociales y disminuciones en los problemas de conducta al final de las ocho semanas. Estos resultados apoyan los de estudios anteriores similares.
La interacción de los niños pequeños con las mascotas del salón de clases también puede ayudarlos a manejar sus sentimientos y emociones. Las investigaciones han demostrado que los niños necesitan un oyente empático cuando se sienten preocupados. Se puede alentar a los niños a que compartan sus sentimientos con sus animales si no quieren expresarlos con un adulto. Un estudio que encuestó a 75 maestros de primaria reveló que la mayoría de los maestros creían que los estudiantes mostraban un aumento en la compasión y la empatía cuando se usaban mascotas en el aula. Hallazgos adicionales han demostrado que las mascotas en el aula no solo mejoran la compasión y la empatía, sino que también les enseñan a los niños a respetar los seres vivos del mundo que los rodea.
Las mascotas del salón de clases también pueden tener un efecto positivo en el desarrollo socioemocional de los estudiantes con trastorno del espectro autista (TEA). Después de participar en actividades asistidas por animales durante ocho semanas, los niños con TEA mostraron un aumento en las habilidades sociales y una disminución en el aislamiento social.

### Desarrollo académico
Los maestros expresaron que las mascotas del salón de clases contribuyen al desarrollo académico de los estudiantes y han identificado a las mascotas como fuentes importantes para los estudiantes. Los han encontrado para expandir el aprendizaje y aumentar el desarrollo. Las lecciones académicas, que van desde las ciencias hasta las artes del lenguaje, se han enriquecido con esta valiosa fuente y han mejorado la competencia académica entre los estudiantes. Las mascotas del salón de clases crean un objeto de observación e investigación para los niños durante la clase de ciencias. Los niños aprenderán cómo cuidar al animal, qué come y qué tipo de entorno necesita para vivir. La ciencia también se puede vincular con las artes del lenguaje utilizando mascotas en el aula. Los estudiantes pueden escribir libros y crear presentaciones a partir de su investigación. Las habilidades académicas de los estudiantes en matemáticas también aumentan al tener una mascota en el salón de clases. Los estudiantes pueden medir sus atributos físicos y qué tan rápido o qué tan lejos se mueve usando gráficos o tablas (Benham, 1991, p. 21).

### Mayor conciencia de los profesores
Mediante el uso de un programa de actividades asistidas por perros en un aula de primaria multicultural, los investigadores encontraron que los maestros son más conscientes de las dificultades y fortalezas de los estudiantes después de interactuar con perros. Después de interactuar con los perros, se encontró que los estudiantes expresaban emociones y mostraban comportamientos con mayor claridad, lo que ayudaba a los maestros a reconocer las cualidades de los estudiantes que estaban ocultas antes de la actividad asistida por perros. Esto sugiere que la presencia de mascotas en el aula no solo beneficia a los estudiantes, sino que también aumenta la conciencia de los maestros. A pesar de estos resultados, la investigación de la encuesta muestra que solo alrededor del 17 % de los maestros de primaria tienen mascotas en el aula.

## Ejemplos en América Latina
En 2015 Nestlé Purina PetCare llevó a cabo el programa «Aprender Juntos es Mejor» mediante el cual se introdujo a «perros de educación asistida como herramienta curricular en la enseñanza primaria para enriquecer el proceso de aprendizaje de los alumnos» de entre cinco y doce años de edad. De acuerdo con Francisco Mualim, gerente de la compañía: «En el ciclo escolar 2018- 2019 hemos beneficiado a 6 mil 500 alumnos de 89 escuelas en todo el territorio nacional. En estas intervenciones, las mascotas de asistencia han demostrado que su presencia ayuda a los niños a estimular su concentración y atención, mejora su autoestima y sus habilidades sociales, fomenta la lectura, incrementa su motivación, y lo más importante, fortalece el respeto que los niños tienen hacia las mascotas».